# قسم ابريشم الريفي (مقاطعة فلاورجان)
قسم ابريشم الريفي (بالفارسية: دهستان ابریشم) هي منطقة ريفية تقع في البلدة المركزية في إيران. يقدر عدد سكانها بـ 9,414 نسمة .